# 10-й Каменец-Подольский укреплённый район
10-й Каменец-Подольский укреплённый район (10 УР, КПУР) – комплекс оборонительных сооружений, возведённый в 1930-х годах на Украине.
Периоды вхождения в состав действующей армии – 17.9.1939 – 28.9.1939 и 22.06.1941 – 30.08.1941.

## Строительство
В 1938 году на советской границе началось возведение восьми новых укрепрайонов в том числе и Каменец-Подольского. Ширина КПУРа по фронту составила 60 км, глубина оборонительной полосы – 3–5 км. Всего он имел 159 сооружений.
31 мая 1939 года Комитет Обороны при СНК СССР постановлением № 137сс «О плане оборонительного строительства НКО на 1939 год» утвердил достройку в Каменец-Подольском УРе четырёх узлов обороны 2 типа, начатых в 1938 году.
Во второй половине 1939 года в КПУР из Летичевского УРа был переведён 39-й отдельный пулемётный батальон.
C установлением новых государственных границ по реке Сан и в предгорьях Карпат КПУР во многом утратил своё прежнее значение. Зимой 1939–1940 годов происходила интенсивная переброска кадров, механизмов и материалов на строительство нового рубежа по линии Любомль – Владимир-Волынский – Рава-Русская – Перемышль.
Части УРа летом 1940 года приняли участие в присоединении Бессарабии к СССР и первыми вошли в город Хотин.
Приказом НКО № 0057 от 8 октября 1940 г. было объявлено о приёмке сооружений КПУРа.

## Великая Отечественная война
После того как 5 июля 1941 года противник занял Шепетовку, а 7 июля Бердичев, угрожая таким образом тылам Южного фронта (ЮФ), Ставка Главного Командования директивой № 00226 приказала командующему войсками ЮФ: «Из Каменец-Подольского УРа снять вооружение и оборудование и гарнизоны вывести на усиление обороны коридора между Летичевским и Могилёв-Ямпольским УРами на участке Копай-Город, Ольховец».
Результатом этого явилась директива штаба ЮФ и дополнение к ней, согласно которым гарнизон КПУРа вместе со 189-й стрелковой дивизией должны были прикрывать отход главных сил 18-й армии и отводиться в последнюю очередь. Перед оставлением укрепрайона гарнизону приказывалось произвести разрушения всего, что нельзя было увезти.
При оставлении УРа из него было вывезено 300 станковых пулемётов и двадцать два 76-мм орудия. Кроме того, было уничтожено двадцать одно 76-мм орудие и пятьдесят девять 45-мм орудий. Отход производился без воздействия противника, поэтому уничтожение военного имущества вызвало недовольство в Ставке ВК.
11 июля 1941 укрепрайон без боя пройден венгерскими войсками.
К концу 15 июля  39-й и 148-й пульбаты КПУРа вместе с 96-й горнострелковой дивизией обороняли рубеж Копайгород – Володиевцы. 31-й и 149-й пульбаты находились в районе Шпикова.
30 августа 1941 года управление КПУРа было расформировано.

## Состав
- Управление УР
- 31-й отдельный пулемётный батальон
- 39-й отдельный пулемётный батальон
- 148-й отдельный пулемётный батальон
- 149-й отдельный пулемётный батальон
- 526-й отдельный батальон связи
- 287-й отдельный сапёрный батальон
- 240-я отдельная автотранспортная рота
- 108-й полевой автохлебзавод

## Подчинение
| На дату    | Фронт              | Армия      |
| ---------- | ------------------ | ---------- |
| 22.06.1941 | Юго-Западный фронт | 12-я армия |
| 01.07.1941 | Южный фронт        | 18-я армия |
| 10.07.1941 | Южный фронт        | 18-я армия |
| 01.08.1941 | Южный фронт        | 18-я армия |

## Коменданты
- 1938 — Швыгин, Илья Иванович, комбриг
- июль — сентябрь 1938 — Астанин, Андрей Никитович, полковник
- на 1941 — Сафронов Семён Сергеевич, полковник

## Люди, связанные с УРом
- Фесенко, Ефим Васильевич (1909—19??) — советский военачальник, полковник. В 1940—1941 гг. служил начальником 1-го отделения штаба УР.